# Miss USA 2022
Miss USA 2022 será o 71ª concurso Miss USA. A competição foi realizada em 3 de outubro de 2022 no Grand Sierra Resort em Reno, Nevada, e foi transmitida pela FYI. A competição foi organizada pelo Zuri Hall pelo segundo ano consecutivo, enquanto Micah Jesse e Julissa Bermudez serviram como correspondentes laterais.
Elle Smith de Kentucky coroou R'Bonney Gabriel do Texas como seu sucessor no final do evento. Ela representará os Estados Unidos no Miss Universo 2022. Esta foi a primeira vitória do Texas em 14 anos. Aos 28 anos, 6 meses e 13 dias, Gabriel se tornou a mais velha vencedora do Miss USA na história do concurso, superando Cheslie Kryst em 2019, que também tinha 28 anos quando foi coroada, a primeira asiática-americana a conquistar o título desde Brook Lee em 1997 e o primeiro titular de ascendência filipina desde Macel Wilson em 1962.

## Fundo

### Localização
Em 14 de julho de 2022, foi relatado que a competição seria realizada em Reno, Nevada, com a cidade garantindo um contrato de três anos para sediar o concurso em 2022, 2023 e 2024. Esta será a segunda vez que o concurso é realizado em Reno, após o Miss USA 2019. No dia seguinte, foi confirmado que o concurso seria realizado no Grand Sierra Resort em 3 de outubro. Crystle Stewart confirmou que o local foi escolhido para homenagear Cheslie Kryst, que havia sido coroada Miss USA 2019 no mesmo local e se suicidou em janeiro de 2022.

### Seleção das Candidatas
A pandemia do COVID-19 impactou a duração entre a maioria dos concursos estaduais da competição do ano anterior (2021) sendo encurtado para oito a onze meses em seu ano civil, dependendo do estado. Cadidatas dos 50 estados mais o Distrito de Columbia serão selecionados em concursos estaduais em um período que inicou em setembro de 2021 e esta programado para finalizar em julho de 2022 para evitar conflitos com os concursos estaduais do Miss América 2023, pois a programação do concurso estadual pode se tornar muito densa entre os últimos concursos estaduais realizados a partir de 2021. Os primeiros concursos estaduais foram Idaho e Montana, realizados juntos em 12 de setembro de 2021, e o último concurso estadual será Colorado, agendado para 3 de julho de 2022.
A partir deste ano, as novas regras foram implentadas, pois as concorrentes que participaram de um concurso estadual aterior mão podem competir por mais de um estado por ano, com as regras de elegibilidade revertidas para a regra anterior desde que Crystle Stewart assumiu o cargo de diretora nacional no final de 2020. Todas as competições dos concursos estaduais foram permitidas a capacidade total, com os espectadores e competidores sendo obrigado serem totalmente vacinados.
Dez candidatas já competiram no Miss Teen USA e no Miss América, sete são ex-vencedoras estaduais do Miss Teen USA, duas são ex-campeãs estaduais do Miss América e uma ex-campeã estadual do Miss America´s Outstanding Teen.

## Resultados
| Resultados Finais       | Candidata |
| ----------------------- | --- |
| Miss USA 2022           | - Texas - R'Bonney Gabriel |
| 1º Vice-Campeã          | - Carolina do Norte - Morgan Romano |
| 2º Vice-Campeã          | - Nebraska - Natalie Pieper |
| 3º Vice-Campeã          | - Ohio - Sir´Quora Caroll |
| 4º Vice-Campeã          | - Ilinois - Angel Reyes |
| Top 12 (Semifinalistas) | - Connecticut - Cynthia Dias - Kansas - Elyse Noe - Minnesota - Madeline Helget - Nova Hampshire - Camila Sacco - Novo México - Suzanne Perez - Tennessee - Emily Suttle - Vermont - Kelsey Golonka |
| Top 16 (Semifinalistas) | - Califórnia - Tiffany Johnson - Distrito de Columbia - Faith Porter - Missouri - Mikaela McGhee - Virgínia Ocidental - Krystian Leonard                                                            |

§ – Votado no Top 16 através da votação online.

### Prêmios Especiais
| Prêmio                 |           |                            |
| ---------------------- | --------- | -------------------------- |
| Melhor Traje de Estado | Vencedora | - Texas - R'Bonney Gabriel |
| Melhor Traje de Estado | 2º Lugar  | - Tennessee - Emily Suttle |
| Melhor Traje de Estado | 3º Lugar  | - Maine - Elizabeth Kervin |
| Miss Simpatia          |           |                            |
| Miss Fotogênica        |           |                            |

## Juízes
- Ashlee Clarke - empresária e produtora americana
- Soo Yeon Lee - jogador de tênis de mesa e modelo sul-coreano
- Kirk Myers - treinador de fitness americano
- Olivia Ponton - modelo e influenciador de mídia social  americano
- Aaron Potts - estilista americano
- Nicole Williams-Inglês - designer de moda e modelo canadense

## Candidatas
Todos os 51 titulares foram coroados.
| Estado               | Candidata           | Idade | Cidade Natal     | Notas |
| -------------------- | ------------------- | ----- | ---------------- | --- |
| Alabama              | Katelyn Vinson      | 22    | Dothan           | |
| Alasca               | Courtney Schuman    | 27    | Anchorage        | Anteriormente Miss Alasca 2018.                                                                                        |
| Arizona              | Isabel Ticlo        | 28    | Phoenix          | Anteriormente Miss Arizona 2018.                                                                                       |
| Arkansas             | Rylie Wagner        | 22    | Ozark            | |
| Califórnia           | Tiffany Johnson     | 24    | Lancaster        | |
| Carolina do Norte    | Morgan Romano       | 23    | Concord          | |
| Carolina do Sul      | Meera Bhonslé       | 25    | Lexington        | |
| Colorado             | Alexis Glover       | 23    | Colorado Springs | Anteriormente Miss Colorado Teen USA 2017.                                                                             |
| Connecticut          | Cynthia Dias        | 22    | Wolcott          | Anteriormente Miss Connecticut's Outstanding Teen 2014.                                                                |
| Dacota do Norte      | SaNoah LaRocque     | 25    | Belcourt         | |
| Dacota do Sul        | Shania Knutson      | 21    | Brookings        | Anteriormente Miss South Dakota Teen USA 2018.                                                                         |
| Delaware             | Grace Lange         | 22    | Newark           | Anteriormente Miss Delaware Teen USA 2017.                                                                             |
| Distrito de Columbia | Faith Porter        | 23    | Washington, D.C. | |
| Flórida              | Taylor Fulford      | 27    | Okeechobee       | |
| Geórgia              | Holly Haynes        | 26    | Sugar Hill       | |
| Havaí                | Kiana Yamat         | 27    | Honolulu         | |
| Idaho                | Jordana Dahmen      | 26    | Boise            | |
| Ilinois              | Angel Reyes         | 24    | Chicago          | |
| Indiana              | Samantha Toney      | 27    | Clarksville      | |
| Iowa                 | Randi Estabrook     | 24    | Des Moines       | |
| Kansas               | Elyse Noe           | 23    | Lawrence         | |
| Kentucky             | Lizzy Neutz         | 23    | Louisville       | |
| Luisiana             | Katie Scannell      | 22    | Denham Springs   | |
| Maine                | Elizabeth Kervin    | 20    | Winterport       | |
| Maryland             | Caliegh Shade       | 22    | Cumberland       | Anteriormente Miss Maryland Teen USA 2018.                                                                             |
| Massachusetts        | Skarlet Ramirez     | 27    | Lawrence         | |
| Michigan             | Aria Hutchinson     | 23    | Plymouth         | Filha de Chris Hutchinson e Melissa Sinkevics Hutchinson, Miss Michigan Teen USA 1988, e irmã de Aidan Hutchinson.     |
| Minnesota            | Madeline Helget     | 23    | Clearwater       | |
| Mississippi          | Hailey White        | 23    | Picayune         | |
| Missouri             | Mikaela McGhee      | 28    | St. Louis        | |
| Montana              | Heather Lee O'Keefe | 25    | Bozeman          | |
| Nebraska             | Natalie Pieper      | 26    | Omaha            | |
| Nevada               | Summer Keffeler     | 21    | Paradise         | Anteriomente Miss Washington Teen USA 2018, Irmã de Stormy Keffeler, original titleholder do Miss Washington USA 2016. |
| Nova Hampshire       | Camila Sacco        | 27    | Portsmouth       | |
| Nova Jersey          | Alexandra Lakhman   | 26    | Hoboken          | |
| Novo México          | Suzanne Perez       | 25    | Portales         | |
| Nova Iorque          | Heather Nunez       | 26    | Queens           | |
| Ohio                 | Sir´Quora Caroll    | 23    | Canal Winchester | |
| Oklahoma             | Ashley Ehrhart      | 25    | Oklahoma City    | Anteriormente Namorado Nacional 2021.                                                                                  |
| Oregon               | Arielle Freytag     | 27    | Harrisburg       | |
| Pensilvânia          | Billie LaRaé Owens  | 25    | Phoenixville     | Filha do jogador da NBA Billy Owens                                                                                    |
| Rhode Island         | Elaine Collado      | 27    | Providence       | Anteriormente Miss Rhode Island Teen USA 2013                                                                          |
| Tennessee            | Emily Suttle        | 26    | Franklin         | Anteriormente Miss Tennessee Teen USA 2013                                                                             |
| Texas                | R'Bonney Gabriel    | 28    | Houston          | |
| Utah                 | Elisabeth Gandara   | 27    | Salt Lake City   | |
| Vermont              | Kelsey Golonka      | 23    | Montpelier       | Anteriormente Miss Vermont Teen USA 2017. Irmã de Kenzie Golonka, Miss Vermont Teen USA 2022                           |
| Virgínia             | Kailee Horvath      | 25    | Ashburn          | |
| Washington           | Mazzy Eckel         | 21    | Seattle          | |
| Virgínia Ocidental   | Krystian Leonard    | 25    | Morgantown       | |
| Wisconsin            | Hollis Brown        | 26    | Milwaukee        | |
| Wyoming              | Morgan McNally      | 27    | Casper           | |

## Referencias
1. ↑  Hidalgo, Jason. «Reno secures 3-year Miss USA and Miss Teen USA deal». Reno Gazette Journal (em inglês). Consultado em 14 de julho de 2022
2. ↑  «It's official: Miss USA Pageant to be held in Reno». KOLO-TV (em inglês). Consultado em 28 de março de 2019
3. ↑  Bhardwaj, Priya. «All about Miss Alabama USA 2022 Katelyn Vinson». angelopedia.com (em inglês). Consultado em 19 de janeiro de 2022
4. ↑  «Courtney Schuman biography: 13 things about Miss Alaska USA 2022». CONAN Daily (em inglês). Consultado em 20 de março de 2022
5. ↑  Bhardwaj, Priya. «Morgan Romano crowned Miss North Carolina USA 2022 for Miss USA 2022». angelopedia.com (em inglês). Consultado em 30 de janeiro de 2022
6. ↑  «Meera Bhonslé Crowned Miss South Carolina USA 2022» (em inglês). Consultado em 5 de março de 2022
7. ↑  «Holly Haynes is Crowned Miss Georgia USA 2022». world360news.com (em inglês). Consultado em 26 de fevereiro de 2022
8. ↑  «Kiana Yamat biography: 13 things about Miss Hawaii USA 2022». CONAN Daily (em inglês). Consultado em 20 de fevereiro de 2022
9. ↑  Bhardwaj, Priya. «Jordana Dahmen crowned Miss Idaho USA 2022 for Miss USA 2022». angelopedia.com (em inglês). Consultado em 16 de setembro de 2021
10. ↑  Reyes, Angelique. «Lizzy Neutz crowned Miss Kentucky USA 2022». angelopedia.com (em inglês). Consultado em 28 de março de 2022
11. ↑  «KT Scannell biography: 13 things about Miss Louisiana USA 2022». CONAN Daily (em inglês). Consultado em 20 de fevereiro de 2022
12. ↑  «Elizabeth Kervin biography: 10 things about Miss Maine USA 2022». CONAN Daily (em inglês). Consultado em 20 de março de 2022
13. ↑  «Heather Lee O'Keefe biography: 13 things about Miss Montana USA 2022». CONAN Daily (em inglês). Consultado em 12 de setembro de 2021
14. ↑  «Natalie Pieper crowned Miss Nebraska USA 2022 for Miss USA 2022». angelopedia.com (em inglês). Consultado em 7 de março de 2022
15. ↑  «Ashley Ehrhart biography: 13 things about Miss Oklahoma USA 2022». CONAN Daily (em inglês). Consultado em 28 de março de 2022
16. ↑  Bhardwaj, Priya. «Arielle Freytag crowned Miss Oregon USA 2022 for Miss USA 2022». angelopedia.com (em inglês). Consultado em 17 de janeiro de 2022
17. ↑  Suarez, Camilla. «Mazzy Eckel crowned Miss Washington USA 2022 for Miss USA 2022». angelopedia.com (em inglês). Consultado em 7 de fevereiro de 2022